# 1937年巴西政变
1937年巴西政变（葡萄牙語：Golpe de Estado no Brasil em 1937）又称新国家政变（Golpe do Estado Novo），是1937年11月10日热图利奥·瓦加斯在巴西武装力量支持下发动的军事政变。1930年巴西革命结束持续数十年的寡头统治，瓦加斯靠军方支持上台，以临时总统身份统治直到1934年制宪大会选举。同年制定的新宪法将他立为总统，但1935年共产党起义后认为巴西会发生自我政变的人越来越多。早在1936年下半年就有人为参加1938年总统选举造势，不能竞选连任的瓦加斯及其盟友无意放弃权力。共产党起义后的政治镇压力道加大，此后逐渐放松。军方组建独裁政府的强烈意愿，以及联邦对州政府的进一步干预，都为发动政变铺平道路。
准备工作1937年9月18日正式开始，军方高官利用伪造的“科恩计划”文件煽动巴西國民議會宣布国家进入战争状态。南里奥格兰德州战争状态委员会把州民兵编入联邦军队，反对瓦加斯的州长何塞·安东尼奥·弗洛雷斯·达·库尼亚十月中旬流亡海外。巴伊亞州、伯南布哥州的委员会均把矛头指向州长。弗朗西斯科·坎波斯起草野心勃勃的新宪法，保障瓦加斯的独裁地位。同年11月总统已掌握全国绝大部分权力，已经没有谁能阻止他的复杂政变计划。军队1937年11月10日包围国民议会，内阁表示赞成社團主義新宪法，瓦加斯在广播讲话宣告新政权成立，巴西成为“新国家”。
巴西在政变后八年沦为以欧洲法西斯国家为榜样的半法西斯独裁国家，个人自由和权利丧失，瓦加斯任期延长六年，各州权力不再。国外普遍对政变持负面立场，南美国家更充满敌意。納粹德國和法西斯意大利支持政变，英美整体抱否定态度。

## 背景

### 20世纪30年代初

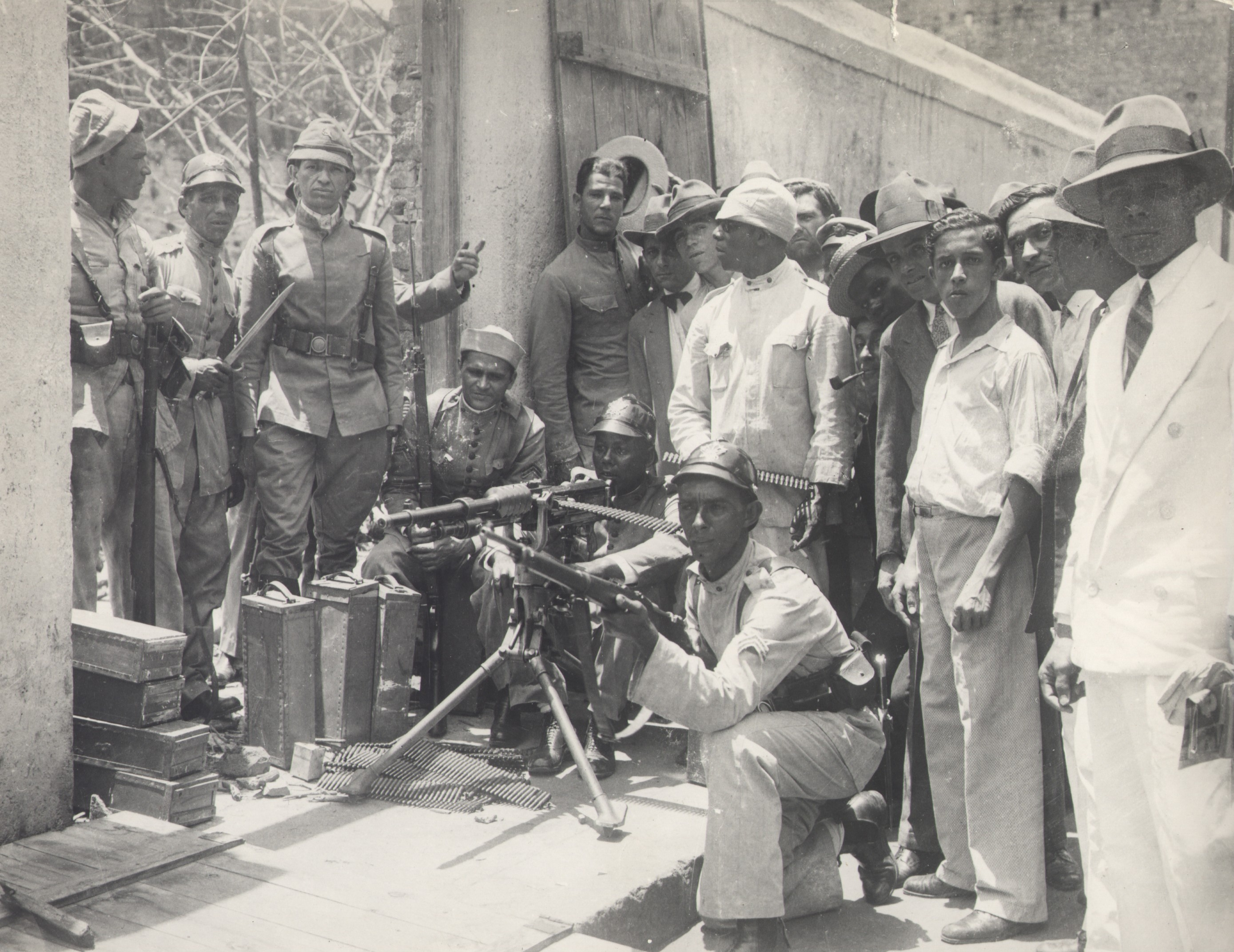
热图利奥·瓦加斯靠1930年革命掌权

巴西政坛从19世纪末开始由寡头统治主导，权力集中在圣保罗州与米纳斯吉拉斯州。1929年经济危机动摇统治，华盛顿·路易斯总统拒不遵从跨州协定提名米纳斯吉拉斯州人选，而是安排圣保罗州同乡儒利奥·普列斯特斯继任，寡头政治垮台，巴西第一共和国随1930年革命灰飞烟灭。米纳斯吉拉斯州、南里奥格兰德州、帕拉伊巴州联合组建“自由联盟”，提名热图利奥·瓦加斯参加即将到来的1930年巴西大选。普列斯特斯三月赢得大选，瓦加斯的竞选搭档若昂·佩索阿七月遇刺但属私怨，促使瓦加斯和支持者十月发动武装革命，在巴西境内成立新政权。
瓦加斯经革命当上临时总统，解散国民议会等代表机构，设立应急政体，绝大多数州长由“中间人”取代，把所有决策权抓在手中。军方支持临时总统，圣保罗州人1932年7月9日发动内战，但10月2日便不敌联邦政府。经瓦加斯许可，制宪大会选举1933年5月举行，1934年开会。同年七月大会制定新宪法并推举瓦加斯任“宪法总统”，四年任期将在1938年5月3日结束，巴西进入准民主时期。

### 1935年共产党暴动

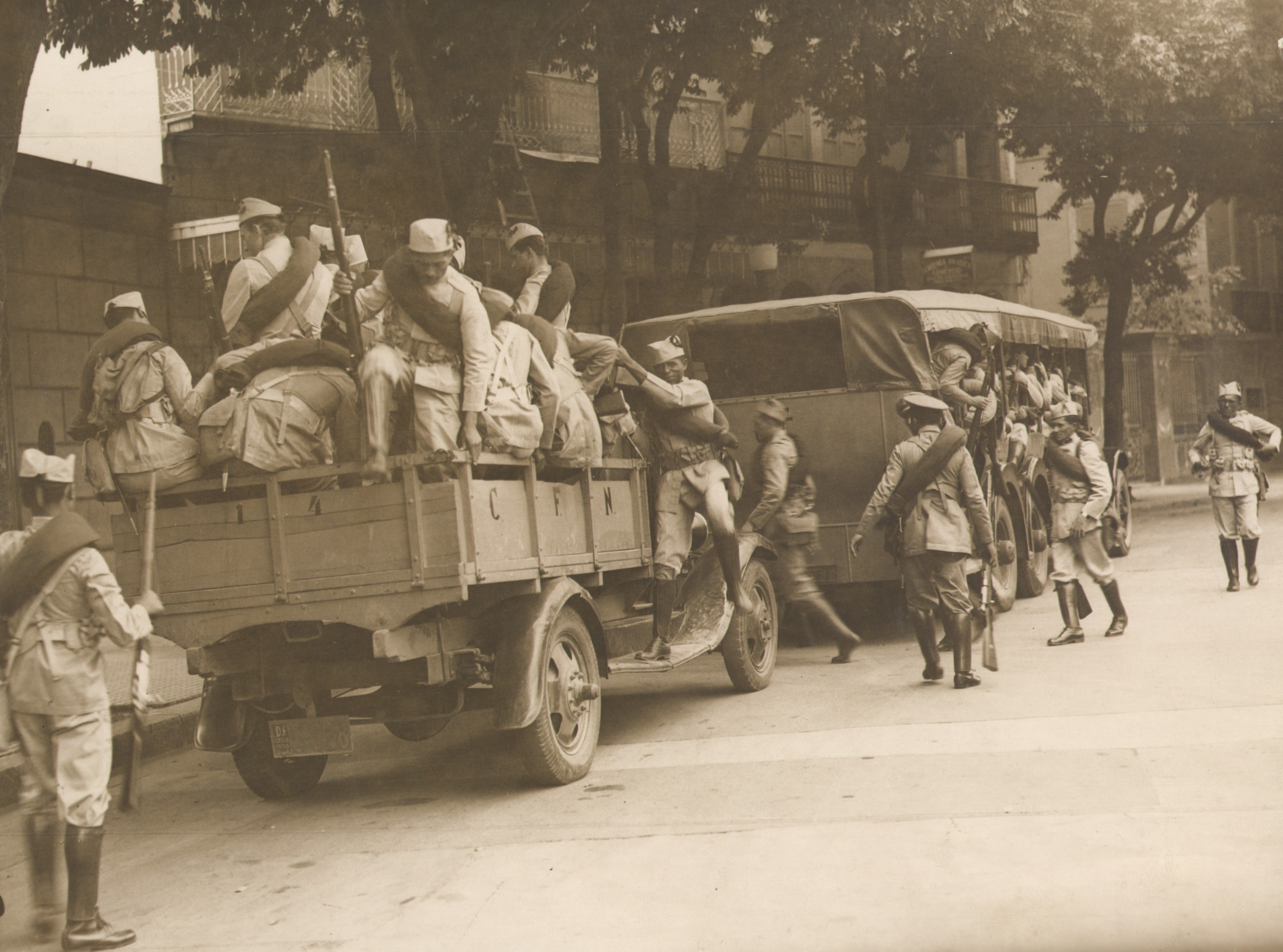
1935年11月25日共产党起义期间，军人出动守卫卡特蒂宫，此后外界猜测瓦加斯可能发动自我政变

1935年11月23日，北里约格朗德州经巴西共产党推动发生军事政变，暴动人员和军方在累西腓和里约热内卢的冲突特别血腥，导致数人丧生。北里约格朗德州一度由军政府统治，直到11月27日起义失败。暴动造成严峻后果，史学家博勒斯·福斯托与塞尔吉奥·福斯托认为此事“为旷日持久的镇压和极权开辟道路”。行政机构特别重视镇压共产党乃至所有左派，指示国民议会照办。由此产生的新政府机构包括镇压共产主义全国委员会、国家安全法庭。1936年1月24日成立的镇压共产主义全国委员会是独立调查机构，负责主任行事很有效率，一度向瓦加斯表示搞几次不公正的逮捕也好过坐视国家发生共产党暴动。国民议会同年建立国家安全法庭调查1935年政变，审判涉嫌叛国的罪行，此后成为常设机构持续到1945年。
1936年3月警方冲进国民议会，逮捕五名支持左翼组织民族解放联盟的议员。巴西众议院以190票赞成、59票反对取消五人的宪法豁免权。被捕的亚伯·切尔蒙特1937年5月表示，16名警探强迫他与夫人及两个孩子前往警局，他沦为阶下囚的同时还受橡皮软管痛打，警察把胆敢反抗的议员卡住脖子拖到警局车局，由12名男子无情痛欧。五人首先单独监禁两个月，甚至不给他们呼吸新鲜空气。1935年12月18日国民议会宣布全国进入为期90天的紧急状态，随后五次延长。反共氛围促使国家进入紧急状态，警方行事肆无忌惮，1934年宪法基本沦为一纸空文。正是在共产党暴动后，外界才开始推测瓦加斯可能发动自我政变，进而推断政变的重大影响。瓦加斯赢得各方支持，国民议会通过三条宪法修正案强化他的权力，大量人员关进监狱，总统本人也称：“没有正当程序和证据，无辜入狱者可能成百上千”。文献估算的逮捕人数不一，巴西共产主义杂志宣称两万、法国《人道报》一万七，史学家罗伯特·莱文认为在五千至一万五范围。监狱人满为患，生活条件无人问津，还需面临层层盘剥。路易斯·卡洛斯·普列斯特斯自称对暴动负责，被国家安全法庭判处17年有期徒刑。

### 外界推断和各种影响（1935至1937年）
1936年下半年至1937年初，各方总统候选人为参加1938年1月大选造势。圣保罗宪政党支持阿曼多·德·塞莱斯·奥利维拉，瓦加斯政府支持何塞·阿梅里科·德·阿尔梅达，巴西整合运动支持普利尼奥·萨尔加多。瓦加斯因宪法限制只能等待四年后的下一轮大选。史学家理查德·伯恩表示：“奥利维拉从客观上看是反对派候选人，但他的竞选曲高和寡，基本上只注重同商界而非大众交流，尽量避免得罪联邦政府”。1937年5月，米纳斯吉拉斯州长本尼迪克·瓦拉达雷斯组织的州长联盟挑选阿尔梅达竞选总统。萨尔加多六月投身选举，自称耶稣命令选民推举的人选。他的党派以法西斯、民族主義、教会为中心，核心诉求融天主教會、神秘主義、秩序、进步于一体，能够鼓动群众。总统在1937年新年讲话宣称，选举应立足“自由健康之氛围”，但事实证明这纯属痴人说梦。欧洲面临迫在眉睫的大战威胁，巴西各州遇到新困境，军方施压要求干预，極右派走上斗争道路。
政治辩论随选举展开，镇压措施放开，司法部长马塞多·苏亚雷斯下令释囚三百，国会拒绝将1935年宣告的紧急状态再度延长。瓦加斯与盟友不准备放弃权力，觉得几名候选人都不可信，巴西似乎会像西班牙一样毁于内战。支持“以强权、独裁解决巴西罪恶”的军方人员越来越多。部分军官受到欧洲纳粹与法西斯国家影响，纽顿·卡瓦尔康蒂将军等高官笃信整合运动。阿尔梅达逐渐左倾讨好工人阶级选民，令情势更形复杂。他没有正式候选人做派，甚至一度抨击瓦加斯：“如果瓦加斯企图永久掌权，国民哪怕面临枪林弹雨也会覆行职责前往投票”。
联邦政府1937年一直尝试解决地区问题，经瓦加斯下令，马托格罗索州、马拉尼昂州等州份面临的联邦政府干预日趋频繁，其中马拉尼昂州曾有反对派弹劾支持瓦加斯的州长。南里奥格兰德州中间人兼州长弗洛雷斯·达·库尼亚反对总统，发现瓦加斯企图限制他的影响。总统扩大该州联邦军事指挥官权力企图与库尼亚的兵力抗衡，还在四月宣告围困状态对付州长，军方火上浇油，对库尼亚提出大量指控，与联邦政府关系恶化的伯南布哥州州长利马·卡瓦尔康蒂也沦为打击目标。巴伊亞州州长胡拉西·麦哲伦在各州建立秘密联盟的计划失败，江湖传言称瓦加斯准备取消选举，新闻工作者马西尔·费罗指出，九月中旬，总统的实力足以发动政变来终结现有愚蠢局面，海军、陆军一心独裁，巴西面临的问题已经不能靠宪法解决。

## 准备
瓦加斯一心把库尼亚赶下台，此举为取消选举、废除联邦制铺平道路，进而推动制订新宪法和所谓“新国家”时代。政变组织者认定，与其冒挑起内战的风险集中在南部活动，不如截断各州反对总统的势力，孤立库尼亚在巴伊亚州和伯南布哥州的盟友，直到把库尼亚赶下台。1937年7月戈伊斯·蒙泰罗当上陆军参谋长，身居高位的反对派军官纷纷免职，瓦加斯面临的军事压力越来越大，要么采取对军方有利的措施，要么下台。总统信誓旦旦要卸任，政府仍朝独裁方向越走越远。军方人士阿马拉尔·佩克索托透露，无论瓦加斯是否参与，新国家政变都无可避免，哪怕是要反对他。

### 九月

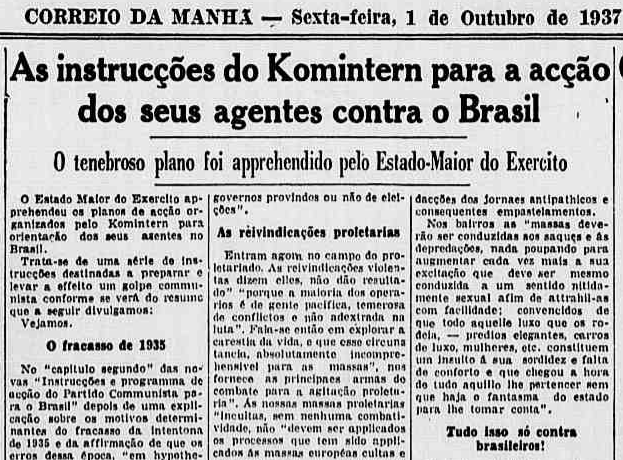
1937年10月1日《晨报》公示科恩计划

政變在1937年9月18日正式策劃，但据信瓦加斯早在1936年初就企图修改1934年宪法延长任期。七月与蒙泰罗、费罗会晤后，总统的低落心情一扫而空。瓦加斯与战争部长尤里科·加斯帕尔·杜特拉碰面，表示有意发动政变，希望陆军同意。杜特拉向总统承诺支持，但还需同军方其他官员商议。杜特拉取得南里奥格兰德州第三军区司令达尔特罗·费罗将军协助，九天后（9月27日）同蒙泰罗等陆军高官开会，会议达成共产党可能再发暴动、保护国家的法律不足等共识，认定军方有理由支持总统政变，还有将军表示应借机对付极端分子和右派。经蒙泰罗举荐，崇敬欧洲法西斯与社團主義，反共反自由主义的弗朗西斯科·坎波斯秘密为瓦加斯起草社团主义新宪法。
政变需要合理借口。蒙泰罗9月28日断言政变传言毫无根据，但杜特拉两天后就在《巴西之声》广播节目公开披露共产党文件，其中的暴力革命计划充斥强奸、屠杀、掠夺、焚烧教堂等内容，要求国家再度进入战争状态。莱文认为文件属“明目张胆的伪造”，福斯托兄弟也认为纯属“幻想”或虚构。文件取自“科恩计划”，至今来历不明。巴西整合运动领头人奥林匹奥·摩罗·费罗上尉在战争部炮制共产党起义计划被发现，蒙泰罗从费罗上尉手中拿到文件后转交杜特拉等人，宣称是从共产党方面取得。费罗上尉多年后表示，身为巴西整合运动历史机构成员，当时他正关注理论上可能发生的共产党暴动。信息在巴西整合运动内部公示，阐明暴动会如何发生，党派又该如何应对。费罗还指出，他起草的文件与报纸和《巴西之声》版科恩计划不同。计划还有反犹倾向，“科恩”是常见的犹太人名，还可能是匈牙利裔犹太共产主义者库恩·贝洛名字的变体。

### 十月
科恩计划披露次日（1937年10月1日），惊恐万状的国民议会连夜开会并宣布进入战争状态，中止宪法保障的自由和权利，仅少数州份犹豫不决，自由派人士反对投票。瓦加斯与军方前往1935年死于共产党之手人士的墓地，宣告“令此朝圣化为教训与警示”，“武装部队警戒国防”。绝大多数州长带领战争状态委员会镇压州内反对派，例外州份如南里奥格兰德州战争状态委员会的斗争目标是州长库尼亚，伯南布哥州州长卡瓦尔康蒂甚至不得参与委员会讨论。反对派弹劾库尼亚的企图以一票之差落空，战争状态委员会要求州民兵编入联邦军队，州长无力阻止，只能坐视整合在10月17日完成。接到若昂·贝克尔總主教转达的消息后，库尼亚10月18日流亡乌拉圭蒙得维的亚，还为故乡留下告别演说。第三军区领导人宣布南里奥格兰德宪兵旅收归联邦。瓦加斯的弟弟本杰明给总统发电报，告知南里奥格兰德州情况进展顺利。瓦加斯在此期间与米纳斯吉拉斯州州长瓦拉达雷斯密切合作。
巴伊亚州州长同样失势，受州内军事领导人猛烈抨击。伯南布哥州州长邮件面临审查，众多手下被捕，支持他的新闻工作者遭受迫害。联邦众议员内格罗·德·利马十月底前往巴西东北部州份监视各州长的反应，确保他们支持政变，结果几乎是一致同意。反共运动正处高潮：教会公开谈论共产党的威胁，庫里奇巴高校学生结成反共声浪；贝伦的中学停课调查共产党，同时调查已在里约热内卢绝迹的教会常年死敌唯靈論社团。

### 十一月
支持整合运动的民兵11月1日游行，瓦加斯和卡瓦尔康蒂将军审阅。瓦加斯下属清点的游行人数是一万七，但整合运动总统候选人萨尔加多一再宣称“五万绿衫军”“借机向共和国总统和武装部队表达共同抗击共产党和无政府民主的决心，宣扬新政权信条”。萨尔加多表示，国际资本主义也是斗争目标。上述讲话表明萨尔加多退出总统竞选，他自称“不想当共和国总统，只想为国提建议”。政变在即之说继续流传，但政府事务没有什么变化。莱文对此表示，巴西显然在朝极右翼和法西斯靠拢。政变前一周（11月3日），巴西就瓦加斯执政七年举办纪念活动，但总统本人没有参与，而是同顾问讨论咖啡价格，并在夜间长时间与蒙泰罗商议。
杜特拉、蒙泰罗、卡瓦尔康蒂一致主张新政权前期由临时政府统治，直到新宪法详述的全民投票选出新政府。蒙泰罗随后公开宣布军方领导人无意军事独裁。瓦加斯与坎波斯在政变前一周会晤，讨论坎波斯起草的新宪法。《晨报》涉及军方密谋的文章遭审查，审查制度由民事司法部移交联邦地区警察。总统在11月7日的日记自承计划政变而且无可避免，期间将关闭国民议会、实施新宪法。莱文认为瓦加斯此时对巴西几乎拥有绝对控制权。陆军明显支持政变，赞同修改1934年宪法的将领是反方三倍。军区首长、首都将领、海军都支持总统密谋。整合运动人士听取坎波斯的简要介绍后加入谋划，自信能靠政变走进国家政府。坎波斯表示整合运动人士将成立民间协会，成为“新国家的基础”，但他们最后等来的却是背叛。
行动日期暂定巴西共和国宣言周年庆11月15日，反对派直到11月初才动员起来。内格罗·德·利马前往东北部州份的消息流传开来，瓦加斯为阻止媒体报导谎称利马此行是为了解各州后备总统候选人。奥利维拉11月8日向军方发出宣言希望停止政变，据称宣言在军队營房流传。总统候选人奥利维拉与阿尔梅达抨击政变阴谋，结果却令行动提前。11月9日晚政变领导人赶到总统工作的瓜纳巴拉宫，双方紧急会晤后认为不能再等，必须提前到十号行动。瓦加斯其间还与圣保罗州中间人和南里奥格兰德州亲政府势力联系。温和派司法部长苏亚雷斯一直力图拯救民主，但因反共斗争站队问题于11月8日从内阁辞职，瓦加斯次日安排继任人选。各州纷纷传来捷报，已经没有任何人能阻挡总统发动政变。

## 行动

1937年11月10日宣告巴西成为“新国家”，坎波斯身穿白色西装，左侧是杜特拉

1937年11月10日早上，联邦地区警察骑兵队包围国民议会并封锁入口，阻止议员进入，杜特拉反对陆军参与行动。访客想走进参议院所在的门罗宫，卫兵答复：“参议员都不能进，陌生人还想进？”国会议员是巴西工资最高的公务员，瓦加斯自称为省钱叫他们回家。参议院议长接到参议院解散通知。上午十点，新宪法副本发给内阁要求签字，唯一抱持异议的农业部长奥迪隆·布拉加马上辞职，反对奥利维拉的圣保罗州人费尔南多·科斯塔取而代之。杜特拉此时赞颂“国家武装部队肩负的崇高使命”。大量军人辞职，其中不乏爱德华多·戈梅斯上校等知名军官。大部分州政变前的中间人保留，州长瓦拉达雷斯全力投入政变的米纳斯吉拉斯州也不例外。南里奥格兰德州、圣保罗州、里約熱內盧州、巴伊亚州、伯南布哥州中间人撤换。
瓦加斯发表广播讲话，声称当前政治气候依然不适合单纯的选举，政党缺乏意识形态，立法机构行动迟缓，迟迟不能兑现1934年4月总统讲话的承诺，如刑法、采矿法，地区考迪罗大行其道。他提出新活动计划，如新建深入巴西腹地的公路和铁路，落实“大钢铁厂”消费地方矿藏并提供就业机会。他宣告“新国家”会恢复巴西荣光和行动自主权，立足“和平、正义、工作”。瓦加斯宣示：“让我们重建国家……让它自由建构历史和命运”。他还称，巴西一直处于内战边缘。坎波斯举办记者招待会，宣布成立全国新闻委员会，“在控制新闻、政治、学术材料方面与政府完美协调”。瓦加斯在确定11月10日发动政变前已接受阿根廷大使馆的晚餐邀约，“新国家”讲话后他前去就餐，平静态度令人颇感意外。
仅国民议会主席佩德羅·阿雷克索等六名议员反对新政权，奥利维拉的副手被隔离软禁在家无法投票。国民议会深知政变在即，在最后一次会议上辩论是否成立国家营养研究所，新政权几乎没有遇到值得一提的抗议。

## 影响

### 新政权
新政府号称“新国家”，名称源自四年前（1933年初）成立并以安東尼奧·德·奧利維拉·薩拉查为首的葡萄牙政府。社团主义新宪法从意大利与波兰宪法取材，评论员戏称“波兰女人”（巴西葡萄牙语“妓女”的同义词）。史学家约翰·杜勒斯认为，1937年宪法“能满足最具野心的独裁者”。新政权缔造者渴望通过解决他们眼中的国家根本问题来改变巴西，即民众笃信政府议会制、缺乏纪律、民族自豪、领导力。新政权下公民权利受限，个人只有名义上的自由，传说中的国会始终如镜花水月。瓦加斯的任期延长六年，而且还能竞选连任。奥利维拉在米纳斯吉拉斯州软禁半年，1938年11月流亡海外，辗转法国、纽约、布宜諾斯艾利斯、圣地亚哥后回到巴西，于1945年5月去世。各州权力不再，政党在1937年12月2日沦为非法。
瓦加斯认为已经不需要靠政党或意识形态项目来争取支持。莱文认为“新国家”就是专制政府：“瓦加斯与身边的人打交道时尽显强人风范，但严格来说他在极权独裁方面几乎毫无天分”。莉莲·费舍尔也称“新国家”“半法西斯”。史学家乔丹·杨认为新宪法“按极权路线塑造”，巴西沦为独裁国家：“巴西1937至1945年由行政机构颁布的法律管理，政府仍然只有一人：热图利奥·瓦加斯”。新时代开创的的趋势和发展此后多年都在巴西政坛占有一席之地。
瓦加斯的独裁统治持续多年，但随着二战接近尾声，民主开放渐成气候，军方越来越担心他会通过类似政变再度中断民主把持权力。杜特拉、蒙泰罗等人1937年延长瓦加斯的掌权时间，最后又联合戈梅斯迅速把他赶下台。执政15年后，瓦加斯在1945年10月29日离开权力中心。杜特拉经宪政选举上台，1946至1951年掌权。1950年瓦加斯回归，战胜戈梅斯再得总统宝座，从1951年任职到1954年，深受政治不统一和经济问题困扰。军方在政治危机爆发后站到总统的对立面，瓦加斯1954年8月24日自杀。1964年政府又由政变推翻，巴西迎来军事独裁时期。

### 国际社会
巴西外长马里奥·德·皮门特尔·白兰度直接把政变情况告知美国驻巴西大使杰弗逊·加菲利，声称各国大使他是第一个知道。据加菲利记载，事发原因是总统大选可能面临危机，瓦加斯无法同巴伊亚州和伯南布哥州州长就另觅候选人达成共识（呼应利马前往东北部州份的官方说法）；1934年宪法太过软弱，巴西将对新宪法举办全民公投；政府将对“外国资本和拥有合法权益的外国人保持尊重，采取非常自由的政策”。不过，加菲利对新宪法能否“有效维护民主制度”颇感怀疑。事实证明他的预测，巴西根本没有举行全民公决。
美国参议员威廉·博拉认为新政权具备法西斯的一切特征。《纽约时报》11月11日证实巴西新政府就是法西斯：“根据不完全报导，巴西总统热图利奥·瓦加斯采取的宪政与独裁行动在本半球（指西半球）构成法西斯政府问题”。《紐約郵報》、《工人日报》谴责美国国务院和巴西驻美大使奥斯瓦尔多·阿兰哈的中立立场。阿兰哈反应激烈，致信瓦加斯称“共产党和美国犹太人”是反巴西运动的罪魁祸首。美国次国务卿萨姆纳·威尔斯是阿兰哈在哥伦比亚特区的好友，他11月11日向媒体表示，政变属巴西国内事务，美国无权置评。三周后他赞颂瓦加斯，批评许多人根本不知道事实如何就谴责巴西。阿兰加11月13日递交辞呈。
阿根廷军方认可巴西新政权，与公众舆论背道而驰。报纸靠抨击瓦加斯当局来制止阿古斯丁·佩德罗·胡斯托总统的任何右倾举动。智利对政变反响不佳；乌拉圭广播和报纸支持库尼亚，以严厉措辞攻击新政权。
德国宣传部长約瑟夫·戈培爾赞扬瓦加斯的政治现实主义，称赞他善于把握时机。德国和南半球德语媒体把新独裁政府视为对抗布尔什维克的胜利果实。法西斯意大利态度类似。得知瓦加斯镇压纳粹主义后，德国人私下对巴西热情不再。明确支持“新国家”的只有欧洲法西斯，英国反响类似美国，两国政治评论员示警：巴西正走向独裁。

## 脚注
1. ↑  Meade 2010，第123–124, 131頁.
2. ↑  Meade 2010，第131頁.
3. ↑  Meade 2010，第131–132頁.
4. ↑  Skidmore 2010，第108–109頁.
5. ↑  Bourne 1974，第34, 38, 40, 46–47頁.
6. 1 2  Skidmore 2010，第110–111頁.
7. ↑  Meade 2010，第133頁.
8. ↑  Bourne 1974，第47–48頁.
9. ↑  Fausto & Fausto 2014，第194頁.
10. ↑  Skidmore 2010，第111頁.
11. ↑  Skidmore 2010，第112頁.
12. ↑  Fausto & Fausto 2014，第202–203頁.
13. ↑  Bourne 1974，第66頁.
14. ↑  Young 1967，第81頁.
15. ↑  Levine 1970，第104, 107頁.
16. ↑  Bourne 1974，第72頁.
17. 1 2  Fausto & Fausto 2014，第208頁.
18. 1 2  Fausto & Fausto 2014，第208–209頁.
19. ↑  Levine 1970，第126, 129頁.
20. 1 2  Fisher 1944，第83頁.
21. ↑  Levine 1970，第128頁.
22. ↑  Levine 1970，第128–129頁.
23. ↑  Levine 1970，第125頁.
24. ↑  Bourne 1974，第76頁.
25. ↑  Skidmore 2010，第114頁.
26. ↑  Dulles 2012，第152–153頁.
27. ↑  Levine 1970，第130頁.
28. ↑  Dulles 2012，第154–155頁.
29. 1 2 3 4  Fausto & Fausto 2014，第209頁.
30. 1 2 3  Levine 1970，第139頁.
31. ↑  Skidmore 2010，第115頁.
32. 1 2  Bourne 1974，第80頁.
33. ↑  Levine 1970，第102頁.
34. 1 2 3  Bourne 1974，第81頁.
35. ↑  Young 1967，第88–89頁.
36. 1 2 3  Levine 1970，第141頁.
37. ↑  Levine 1970，第138頁.
38. ↑  Dulles 2012，第161頁.
39. 1 2 3 4 5 6 7 8 9 10 11 12  Fausto & Fausto 2014，第210頁.
40. 1 2  Levine 1970，第142頁.
41. ↑  Levine 1970，第70頁.
42. ↑  Bourne 1974，第81–82頁.
43. ↑  Levine 1970，第143頁.
44. 1 2  Levine 1998，第48頁.
45. ↑  Levine 1970，第144–145頁.
46. ↑  Levine 1970，第138, 143頁.
47. ↑  Alvarez 2021，第unpaginated; Chapter 26 footnote 15頁.
48. 1 2  Bourne 1974，第82頁.
49. ↑  Bourne 1974，第82–83頁.
50. 1 2 3 4 5  Levine 1998，第49頁.
51. 1 2 3 4  Bourne 1974，第85頁.
52. 1 2 3 4 5  Bourne 1974，第83頁.
53. 1 2 3 4  Levine 1970，第145頁.
54. 1 2 3  Levine 1998，第47頁.
55. ↑  Pandolfi 2004，第186頁.
56. ↑  Dulles 2012，第162–163頁.
57. 1 2  Levine 1998，第145頁.
58. 1 2 3  Dulles 2012，第163頁.
59. ↑  Levine 1970，第146–147頁.
60. 1 2  Dulles 2012，第164頁.
61. 1 2 3 4 5  Levine 1970，第147頁.
62. 1 2 3 4 5 6 7 8 9 10  Bourne 1974，第84頁.
63. ↑  Levine 1970，第146頁.
64. ↑  Levine 1998，第146頁.
65. 1 2 3  Dulles 2012，第166頁.
66. ↑  Levine 1998，第48–49頁.
67. ↑  Dulles 2012，第167頁.
68. ↑  Dulles 2012，第165頁.
69. ↑  Levine 1970，第161頁.
70. 1 2  Levine 1970，第148頁.
71. ↑  Dulles 2012，第167–168頁.
72. 1 2  Dulles 2012，第171頁.
73. ↑  Fisher 1944，第83–84頁.
74. ↑  Levine 1970，第148–149頁.
75. 1 2 3 4 5 6  Levine 1970，第149頁.
76. 1 2  Dulles 2012，第172頁.
77. ↑  Dulles 2012，第172–173頁.
78. ↑  Fausto & Fausto 2014，第211頁.
79. ↑  Young 1967，第89頁.
80. ↑  Levine 1970，第150, 162頁.
81. ↑  Levine 1998，第51頁.
82. 1 2  Levine 1970，第150–151頁.
83. ↑  Bourne 1974，第86–87頁.
84. ↑  Levine 1970，第151頁.
85. ↑  Fisher 1944，第84頁.
86. ↑  Young 1967，第89, 91頁.
87. ↑  Young 1967，第81–82頁.
88. ↑  Hudson 1997.
89. ↑  Young 1967，第81, 92–95頁.
90. ↑  Young 1967，第98–103頁.
91. ↑  Young 1967，第115頁.
92. ↑  Ministérios.
93. 1 2  Levine 1970，第150頁.
94. 1 2  Bourne 1974，第87頁.
95. ↑  Caffery.
96. ↑  Dulles 2012，第173頁.
97. ↑  NYTimes19371111.
98. ↑  Welles.
99. ↑  Levine 1970，第152–153頁.
100. ↑  Levine 1970，第154頁.
101. ↑  Levine 1970，第152頁.
102. ↑  Levine 1970，第153頁.
103. ↑  Fausto & Fausto 2014，第221頁.

## 文献
- Alvarez, Rodrigo. . Globo Livros. 2021. ISBN 9786559870073.
- Bourne, Richard. . London: C. Knight. 1974  [2021-12-19]. ISBN 978-0-85314-195-2. （原始内容存档于2022-01-15）.
- Dulles, John W.F. . Austin, Texas: University of Texas Press. 2012  [2021-12-19]. ISBN 978-0-292-74078-5. （原始内容存档于2022-01-15）.
- Fausto, Boris; Fausto, Sergio.  2nd, revised. New York: Cambridge University Press. 2014. ISBN 978-1-107-63524-1.
- Fisher, Lillian Estelle. . Social Science (Winfield, Kansas: Pi Gamma Mu, International Honor Society in Social Sciences). 1944-04, 19 (2): 80–86. JSTOR 41883587.
- Hudson, Rex A. (编).  5th. Washington D.C.: Federal Research Division. 16. 1997-04  [2021-12-19]. LCCN 97036500. （原始内容存档于2021-11-04）.
- Levine, Robert M. . New York: Columbia University Press. 1970. ISBN 978-0-231-03370-1.
- Levine, Robert M. . New York: Cambridge University Press. 1998. ISBN 978-0-521-58515-6.
- Meade, Teresa A.  2nd. New York: Facts On File. 2010  [2021-12-19]. ISBN 978-0-8160-7788-5. （原始内容存档于2021-12-19）.
- Pandolfi, Dulce Chaves. .  (PDF). Rio de Janeiro, Brazil: Banco Nacional de Desenvolvimento Econômico e Social. 2004: 183–189  [2021-12-19]. （原始内容存档 (PDF)于2021-12-19）.
- Skidmore, Thomas E.  2nd. New York: Oxford University Press. 2010. ISBN 978-0-19-537455-1.
- Young, Jordan M. . New Brunswick, New Jersey: Rutgers University Press. 1967  [2021-12-19]. OCLC 651337306. （原始内容存档于2021-12-19）.
- . Presidência da República.   [2021-12-21]. （原始内容存档于2021-11-29）.
- . Department of State Office of the Historian.   [2021-12-22]. （原始内容存档于2021-11-29）.
- . The New York Times. 1937-11-11: 1  [2021-12-22]. ISSN 0362-4331. （原始内容存档于2021-11-28）.
- . Department of State Office of the Historian.   [2021-12-22]. （原始内容存档于2021-11-29）.